# Oro trasparente e le nuove canzoni de i Cesaroni
Oro trasparente e le nuove canzoni de I Cesaroni è il quarto album di Matteo Branciamore, pubblicato il 23 ottobre 2012.

## Il disco
Il disco contiene i brani inseriti nella colonna sonora della serie televisiva di cui è protagonista, cioè I Cesaroni, precisamente della 5ª stagione. Nell'album sono presenti dei duetti con Nathalie e con Niccolò Centioni, altro protagonista della fiction. Il CD inoltre contiene anche il videoclip di Oro trasparente.

## Tracce
1. Oro trasparente – 4:03 (testo: Federico Favot – musica: Saverio Principini)
2. Mi chiedo perché – 3:38 (testo: Federico Favot – musica: Saverio Principini, Simone Sello)
3. Non sento più niente (feat. Nathalie) – 3:44 (testo: Federico Favot – musica: Saverio Principini)
4. Spiegami perché – 3:05 (testo: Federico Favot – musica: Emiliano Palmieri)
5. Ora basta ti prego resta – 4:03 (testo: Federico Favot – musica: Saverio Principini, Simone Sello)
6. Due anelli (feat. Niccolò Centioni) – 3:06 (testo: Federico Favot – musica: Emiliano Palmieri)
7. Il nuovo me – 4:04 (testo: Federico Favot – musica: Saverio Principini)
8. Parole nuove (feat. Niccolò Centioni) – 3:15 (testo: Federico Favot, Giulio Calvani – musica: Andrea Guerra, Giovanni Giombolini, Ermanno Giorgetti, Bruno Antonio Pierotti)
9. Adesso che ci siete voi (versione "Antica Roma") – 3:09 (testo: Vittorio Cosma, Federico Favot, Giulio Calvani – musica: Vittorio Cosma)

## Le canzoni neI Cesaroni
| Canzone                                          | Episodio in cui per la prima volta appare la canzone |
| ------------------------------------------------ | ---------------------------------------------------- |
| Oro trasparente                                  | Da occidente a oriente                               |
| Mi chiedo perché                                 | Un segnalibro nel cuore                              |
| Non sento più niente (featuring Nathalie)        | Genio tra le pagine                                  |
| Spiegami perché                                  | inedita                                              |
| Ora basta ti prego resta                         | Ci sono della gente che non li fanno più             |
| Due anelli (featuring Niccolò Centioni)          | Milano andata e ritorno                              |
| Il nuovo me                                      | inedita                                              |
| Parole nuove (featuring Niccolò Centioni)        | Ma quant'è dura la salita                            |
| Adesso che ci siete voi (versione "Antica Roma") | Alla ricerca del tempo passato                       |